# Fairchildit
Fairchildit ist ein sehr selten vorkommendes Mineral aus der Mineralklasse der „Carbonate und Nitrate“ (ehemals Carbonate, Nitrate und Borate). Es kristallisiert im hexagonalen Kristallsystem mit der idealisierten chemischen Zusammensetzung K2Ca(CO3)2 – ist also chemisch gesehen ein Kalium-Calcium-Carbonat.
Das Mineral findet sich in Form von mikroskopisch kleinen, nach {0001} plattigen Kristallen mit sechsseitigem Umriss sowie typischerweise dichten, steinigen Mineral-Aggregaten.
Fairchildit bildet sich aus geschmolzener Holzasche von durch Blitzschlag getroffenen und teilweise verbrannten Bäumen wie z. B. Hemlocktannen. Seine Typlokalität sind der Grand-Canyon-Nationalpark in Arizona, USA, und Coolin im Kaniksu National Forest (Koordinaten des Kaniksu National Forest), Bonner County, Idaho, USA.

## Etymologie und Geschichte
Seit den 1920er Jahren des vergangenen Jahrhunderts wurden an vielen Orten in Wäldern der westlichen Vereinigten Staaten in den Stämmen von teilweise verbrannten Bäumen Steine („Klinker“) einer besonderen Art gefunden. Diese Steine ähnelten offensichtlich nicht denen des regionalen Bodens, und die meisten Funde führten zu verschiedenen Vermutungen hinsichtlich ihrer Herkunft. Bereits 1929 hatten mehrere Forscher wie die Chemiker Duane T. Englis und W. N. Day sowie der Botaniker Raymond Kienholz die Wesensart und Herkunft dieser Steine richtig beschrieben.

“… there was ‘no justification for the assumption that the clinkers were of meteoric origin’ as had been supposed by some, but rather that ‘the peculiar rock-like character of the clinkers is probably due to the collection of a large quantity of ash in the hollow snag, followed by occasional wetting from rain and finally a fusion of the mass, during a later vigorous burning of the surrounding wood’ …”

„Es gebe ‚keine Rechtfertigung für die Annahme, dass die Klinker meteorischen Ursprungs seien‘, wie einige vermuteten, sondern ‚dass der eigentümliche felsartige Charakter der Klinker wahrscheinlich auf der Ansammlung einer großen Menge Asche in den hohlen Baumstümpfen beruht, gefolgt von gelegentlichem Benetzen durch Regen und schließlich einer Verschmelzung der Masse während eines späteren heftigen Brennens des umgebenden Holzes‘ …“

Bei der Untersuchung zweier dieser klinkerartigen Steine aus dem Grand-Canyon-Nationalpark und dem Kaniksu National Forest identifizierten die US-amerikanischen Mineralogen Charles Milton und Joseph Meyer Axelrod zwei Phasen, welche sich in der Folge als neue Minerale erwiesen. Im Jahre 1947 erfolgte die wissenschaftliche Erstbeschreibung dieser Minerale durch die beiden Wissenschaftler im amerikanischen Wissenschaftsmagazin „The American Mineralogist“ als Fairchildit (englisch Fairchildite) und Bütschliit (englisch Bütschliite). Sie benannten das erstere Mineral nach dem Chemiker des USGS John Gifford Fairchild (1882–1965) in Anerkennung für dessen Hilfe bei der analytischen Beschreibung der neuen Minerale.
Das Typmaterial für Fairchildit wird unter den Katalognummern 105675 und 105676 (Donation U.S.G.S., 1948 via Charles Milton) in der Sammlung des zur Smithsonian Institution gehörenden National Museum of Natural History in Washington, D.C., USA, aufbewahrt. Weiteres Typmaterial findet sich in derselben Sammlung unter der Katalognummer 162622.
Aufgrund der Entdeckung und Erstbeschreibung vor 1959 zählt Fairchildit zu den Mineralen, die von der IMA als Grandfathered bezeichnet werden und keine IMA-Nummer besitzen.

## Klassifikation
In der 8. Auflage der Mineralsystematik nach Strunz gehörte der Fairchildit zur gemeinsamen Mineralklasse der „Carbonate, Nitrate und Borate“ und dort zur Abteilung der „Carbonate“, wo er zusammen mit Burbankit, Bütschliit, Carbocernait, Eitelit, Nyerereit, Sahamalith und Shortit die „Eitelit-Sahamalith-Gruppe“ mit der System-Nr. Vb/A.05 innerhalb der Unterabteilung „Wasserfreie Carbonate ohne fremde Anionen“ bildete.
Im zuletzt 2018 überarbeiteten und aktualisierten Lapis-Mineralienverzeichnis, das sich aus Rücksicht auf private Sammler und institutionelle Sammlungen noch nach dieser veralteten Systematik von Karl Hugo Strunz richtet, erhielt das Mineral die System- und Mineral-Nr.  V/B.05-020. In der „Lapis-Systematik“ entspricht dies der Abteilung „Wasserfreie Carbonate [CO3]2−, ohne fremde Anionen“, wo Fairchildit zusammen mit Juangodoyit, Eitelit, Nyerereit, Gregoryit, Zemkorit, Bütschliit und Shortit die unbenannte Gruppe V/B.05 bildet.
Die seit 2001 gültige und von der International Mineralogical Association (IMA) bis 2009 aktualisierte 9. Auflage der Strunz’schen Mineralsystematik ordnet den Fairchildit in die um die Borate reduzierte Klasse der „Carbonate und Nitrate“ und dort in die Abteilung der „Carbonate ohne zusätzliche Anionen; ohne H2O“ ein. Diese ist weiter unterteilt nach der Gruppenzugehörigkeit der beteiligten Kationen, so dass das Mineral entsprechend seiner Zusammensetzung in der Unterabteilung „Alkali- und Erdalkali-Carbonate“ zu finden ist, wo es als alleiniger Vertreter die unbenannte Gruppe mit der System-Nr. 5.AC.20 bildet.
Auch die vorwiegend im englischen Sprachraum gebräuchliche Systematik der Minerale nach Dana ordnet den Fairchildit wie die veraltete Strunz’sche Systematik in die gemeinsame Klasse der „Carbonate, Nitrate und Borate“ und dort in die Abteilung der „Carbonate“ ein. Hier ist er zusammen mit Zemkorit in der „Fairchilditgruppe“ mit der System-Nr. 14.03.03 innerhalb der Unterabteilung „Wasserfreie Carbonate mit zusammengesetzter Formel A+B2+(CO3)2“ zu finden.

## Chemismus
Analysen von nahezu reinem natürlichen Fairchildit-Material existieren offenbar nicht. Die Identifizierung hängt von der Übereinstimmung anderer Eigenschaften mit denen von synthetischem Material ab.  Ein 60 µm großer Multiphasen-Einschluss im Kern eines Magnetit-Kristalls aus dem durch die „Loolekop Mine“ abgebauten phoscoritischen Karbonatit bei Phalaborwa, Südafrika, weist eine durchschnittliche Zusammensetzung (fünf Messwerte) von 38,54 % K2O; 23,15 % CaO; 1,47 % FeO und 0,63 % Na2O auf. Die idealisierte Formel K2Ca(CO3)2 für Fairchildit erfordert 23,5 % CaO; 39,5 % K2O und 37,0 % CO2.
Die offizielle Formel der IMA für den Fairchildit wird mit K2Ca(CO3)2 angegeben. Die Formel nach Strunz K2Ca[CO3]2 folgt der IMA-konformen Formel, jedoch ist hier wie üblich der Anionenverband in einer eckigen Klammer zusammengefasst.
Die alleinige Elementkombination K–Ca–C–O, wie sie der offiziellen Formel der IMA für den Fairchildit zu entnehmen ist, weist unter den derzeit bekannten Mineralen (Stand 2020) neben Fairchildit nur Bütschliit auf.
Aus chemischer Sicht stellt Fairchildit das K-dominante Analogon zum Na-dominierten Zemkorit dar, mit dem er wahrscheinlich eine Mischkristallreihe bildet, wie es die empirischen Formeln der aktuellen Spezies nahelegen.

## Kristallstruktur
Fairchildit kristallisiert im hexagonalen Kristallsystem in der Raumgruppe P63/mmc (Raumgruppen-Nr. 194) mit den Gitterparametern a = 5,294 Å und c = 13,355 Å sowie zwei Formeleinheiten pro Elementarzelle.
Die Kristallstruktur des Fairchildits ähnelt der des Nyerereits. Die Kalium- und Calcium-Atome sind statistisch über die beiden Me-Positionen verteilt, wobei die Me(1)-Position siebenfach und die Me(2)-Position achtfach koordiniert ist, wodurch sich folgende Formel ergibt: K2[7]Ca[8](CO3)2.
Eine der kristallographisch unterschiedlichen CO3-Gruppen liegt parallel zu (0001), drei sind mit 69° dazu geneigt.
Die chemische Verbindung K2Ca(CO3)2 ist dimorph, neben dem hexagonalen Fairchildit existiert noch der trigonale Bütschliit. Sie können als die Hochdruck- (Fairchildit) und Tiefdruck-Polymorphe (Bütschliit) von K2Ca(CO3)2 angesehen werden.

## Eigenschaften

### Morphologie
Fairchildit bildet mikroskopisch kleine, nach {0001} plattige Kristalle mit sechsseitigem Umriss sowie typischerweise dichte, steinige Mineral-Aggregate, die in der Originalpublikation als „Klinker“ bezeichnet wurden. Paul Ramdohr und Hugo Strunz zufolge bildet Fairchildit „feinste Fasern“. Im Schlackenvorkommen der Blei- und Silberhütte Braubach fand sich Fairchildit in Form von radialstrahlig ausgebildeten nadeligen Kristallen (dann in Begleitung von Calcit und Langit) oder wirrstrahlig aggregiert (dann ohne Paragemeseminerale).
Die „Klinker“ der Originalbeschreibung enthalten beide Einschlüsse von Holzkohle oder schwärzliche kohlenstoffhaltige Bereiche. Der „Klinker“ aus dem „Kaniksu National Forest“ ist dicht und steinig, hellgrau gefärbt und von splitterartigen Rissen durchzogen, an denen er in scharfkantige Fragmente mit einem Durchmesser von ein oder zwei Zentimetern bricht. Es gibt Anzeichen für ein Fließen des Materials während des Schmelzens, einige tiefe, abgerundete Löcher können auf das Entweichen von Gasen während des Schmelzens zurückgeführt werden. Zwanzig Jahre nach dem Fund zeigt der „Klinker“ nur wenig oder keine Anzeichen von Zerfall oder Veränderung. Die „Klinker“ aus dem „Grand-Canyon-Nationalpark“ variieren in ihrer Erscheinung von einer harten bläulich-grauen Steinmasse in ihrem Inneren zu einer bröckeligen weißen porzellanartigen Kruste. Sie scheinen sehr langsam zu zerfallen (Desintegration).

### Physikalische und chemische Eigenschaften
Fairchildit ist farblos (Kristalle) bis hellgrau bis bläulichgrau (Aggregate), während seine Strichfarbe mit weiß angegeben wird. Die Oberflächen der durchsichtigen Kristalle des Fairchildits zeigen einen charakteristischen glasartigen Glanz. Fairchildit besitzt entsprechend diesem Glasglanz eine mittelhohe Lichtbrechung (nε = 1,498; nω = 1,533) und eine mittlere Doppelbrechung (δ = 0,035). Im durchfallenden Licht ist der einachsig negative Fairchildit farblos und zeigt keinen Pleochroismus.
Fairchildit weist eine gute Spaltbarkeit nach der Basis {0001} auf. Angaben zu Tenazität und Bruch fehlen für das Mineral.
Fairchildit besitzt eine Mohshärte von 2,5 und gehört damit zu den weichen bis mittelharten Mineralen, die sich bei entsprechender Kristallgröße wie die Referenzminerale Gips (Härte 2) mit dem Fingernage bzw. Calcit (Härte 3) mit einer Kupfermünze ritzen lassen würden. Die gemessene Dichte für Fairchildit beträgt 2,446 g/cm³, die berechnete Dichte 2,45 g/cm³.
Fairchildit zeigt weder im langwelligen noch im kurzwelligen UV-Licht (254 nm) eine Fluoreszenz.
Das Mineral ist an der Luft hygroskopisch und wandelt sich langsam in Bütschliit um. Eine wassergesättigte Atmosphäre beschleunigte die Umwandlung. Bei weiterer Exposition nimmt Bütschliit hygroskopisches Wasser auf und löst sich inkongruent unter Bildung von Calcit. Bütschliit kann durch Erhitzen in einem geschlossenen, aber nicht versiegelten Kohlenstofftiegel bei 704 °C wieder in Fairchildit umgewandelt werden.

## Bildung und Fundorte
An seinen beiden Typlokalitäten, dem „Grand-Canyon-Nationalpark“ und dem „Kaniksu National Forest“, bildet sich Fairchildit aus geschmolzener Holzasche von durch Blitzeinschlag getroffenen und teilweise verbrannten Bäumen. Raymond Kienholz zufolge handelte es sich bei den Bäumen, in denen die Steine gefunden wurden, meist um die Westamerikanische Hemlocktanne (Tsuga heterophylla), aber auch um die Gewöhnliche Douglasie und gelegentlich auch um die Küsten-Tanne (Abies grandis), Edel-Tanne (Abies nobilis) und möglicherweise auch um die Westliche Weymouth-Kiefer (Pinus monticola). Nach ihm bildeten sich die Steine nur in faulem Kernholz, meist in vom Pilz Echinodontium tinctorum („Indian Paint Fungus“) befallenen Hemlocktannen und in vom Pilz Trametes pini befallenen Douglasien. In Gegenden, in denen der Indianerpilz nicht verbreitet war, wurden nach Waldbränden keine Klinker beobachtet. Kienholz stellte auch fest, dass ähnliche Klinker mit einem anderen Ursprung beobachtet worden waren, nämlich in den Feuerstellen von Kesseln, die sauberes Hemlock-Sägemehl verbrannten. Im Gebiet von Phoenix in Arizona entsteht Fairchildit aus der Asche des Baumes Parkinsonia microphylla.
Das Interesse an den „Klinkern“ wurde im Jahr 1944 erneuert, als Herbert Ernest Gregory, Geologe des United States Geological Survey, einen im Grand Canyon National Park in einer Höhe von 23 m in einer Küsten-Tanne, die zuvor vom Blitz getroffen worden war, gefundenen „Klinker“ an das Chemical Laboratory des Geological Survey verwies. In einem Brief an Clarence S. Ross, Petrologe des USGS, schrieb Professor Gregory: „Obwohl festgestellt wurde, dass es sich um geschmolzenen Kalkstein handelt, lässt sich das Vorhandensein eines so großen Stücks Kalkstein auf der Spitze eines Baumes nicht erklären … Ich bin eher geneigt, das Material als geschmolzene Asche zu betrachten.“ Zu den irrtümlichen Vorstellungen zur Genese dieser „Klinker“ zählt, dass es sich um Meteoriten, um geschmolzenen Kalkstein oder um pathologische Wucherungen im lebenden Baum handelt bzw. dass sie durch übermäßige Verdunstung von Saft entstehen oder dass sie blitzverschmolzene Asche sind.
Weitere Bildungsmöglichkeiten sind:
- in alkalischen Karbonatit-Komplexen („Loolekop Mine“ bei Phalaborwa, Südafrika)[15][21]
- in Schlacken (z. B. Halde der Blei- und Silberhütte Braubach bei Koblenz[22][23])
- in den Verbrennungsprodukten (> 600 °C) von Biomasse und landwirtschaftlichen Abfällen[24][24]
- in Kunstglas und Zementklinkern unterschiedlicher Zusammensetzung[24]

Begleitminerale des Fairchildits an seiner Typlokalität sind Bütschliit und Calcit.
Im Gebiet von Phoenix im Maricopa Co., Arizona, USA, fanden sich in den frischen Aschen neben Fairchildit noch Calcit, CaO, Bütschliit und Periklas mit Spuren anderer kaliumhaltiger Salze. Nach leichten Regenfällen bildete sich eine spröde Kruste aus Calcit mit variablen Mengen von Fairchildit, Sylvin, Kalicinit, magnesiumhaltigem Calcit, Magnesit, der Verbindung K2CO3·1,5H2O und Arcanit. Weitere Einwirkung von stärkeren Regenfällen führte zu einem Produkt aus hauptsächlich Calcit, magnesiumhaltigem Calcit und Periklas. Asche, die zwei Jahre nach ihrer Bildung gesammelt wurde, bestand größtenteils aus Calcit und magnesiumhaltigem Calcit sowie wenig Nesquehonit.
In der „Loolekop Mine“ bei Phalaborwa, Südafrika, fand sich Fairchildit als Einschluss in zentimetergroßen Magnetit-Kristallen in Begleitung von Dolomit, Geikielith-Ilmenit bzw. Pikroilmenit, Phlogopit, Brucit, Witherit und Halit. Im Schlackenvorkommen der Blei- und Silberhütte Braubach wird Fairchildit von Calcit und Langit begleitet.
Als sehr selten vorkommende Mineralbildung ist Fairchildit nur von wenigen Lokalitäten bzw. in geringer Stufenzahl bekannt. Das Mineral wurde bisher (Stand 2020) neben seiner Typlokalität von rund 15 Fundpunkten beschrieben.
Die Typlokalität des Fairchildits sind der Grand-Canyon-Nationalpark in Arizona, und Coolin im Kaniksu National Forest, Bonner County, Idaho, beide in den USA.
Weitere Fundorte für Fairchildit sind:
- der von der Rio Tinto Group betriebene, zur „Ekati Mine“ gehörende Diamanten-Tagebau des „Koala Pit“, Lac de Gras, Nordwest-Territorien, Kanada
- Desoronto, Richmond Township, Lennox and Addington County, Ontario, Kanada
- Gratton Township, Renfrew County, Ontario, Kanada
- der Salzsee „North Ingebright“, Saskatchewan, Kanada
- der Vulkankomplex Lastarria, Región de Antofagasta, Chile
- das Schlackenvorkommen der Blei- und Silberhütte Braubach im Revier Bad Ems bei Lahntal, Rhein-Lahn-Kreis, Rheinland-Pfalz, Deutschland, welche die Erze der seit 1963 stillliegenden „Grube Rosenberg“ verarbeitete[19]
- die im Bultfontein-Kimberlit bauende „Bultfontein Mine“ bei Kimberley, Distrikt Francis Baard, Provinz Nordkap, Südafrika
- die „Loolekop Mine“ (bzw. „Palabora Mine“), Loolekop Complex bei Phalaborwa, Limpopo, Südafrika
- das „Kanabownits Canyon Occurrence“, Kanabownits Canyon, Point Sublime, Grand Canyon, Coconino County, Arizona, USA
- Bohrkerne aus der „Phoenix Area“ bei Phoenix im Maricopa County, Arizona, USA

Fundorte aus Österreich und der Schweiz sind damit unbekannt.

## Verwendung
Fairchildit besitzt keinerlei wirtschaftliche Bedeutung und ist lediglich für den Sammler von Mineralen von Interesse.